# 잔디후긴 엥흐볼드

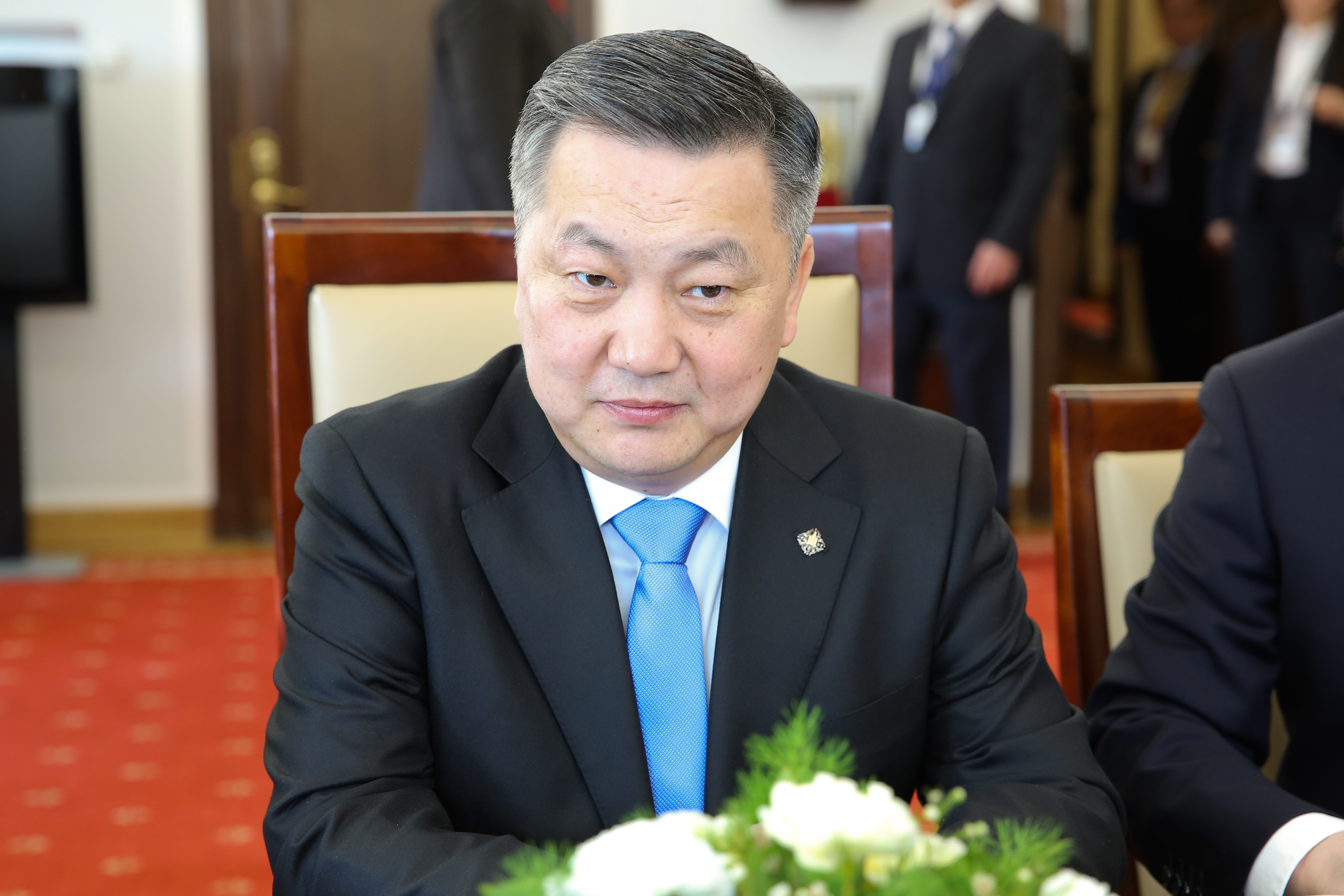
2015년의 잔디후긴 엥흐볼드

잔디후긴 엥흐볼드(Zandaakhüügiin Enkhbold, 몽골어: Зандаахүүгийн Энхболд, 1966년 5월 23일 울란바토르 ~ )는 2012년부터 2016년까지 국가대회의의 의장을 역임한 인물이다. 어린 시절을 셀렝게주에서 보냈다. 러시아 우랄주립대학교에서 1984년부터 1989년까지 자동화 및 원격 측정에 중점을 두고 전기공학자로서 교육을 받았다. 나중에 1996년 몽골 국립 대학교에서 법학 과정을 수료하고 2004년 덴버 대학교에서 IMBA를 수료했다.
1989년 말 친민주주의운동에 참여하고 1990년 몽골사회민주당에 입당하였다.
2000년 선거 패배 이후 엥흐볼드는 몽골 민주당 서기장으로 선출되었다.
2012년 6월, 국가대회의의 의장이 되었다.
2016년 6월 선거에서 낙마하였다.